# Căng tin

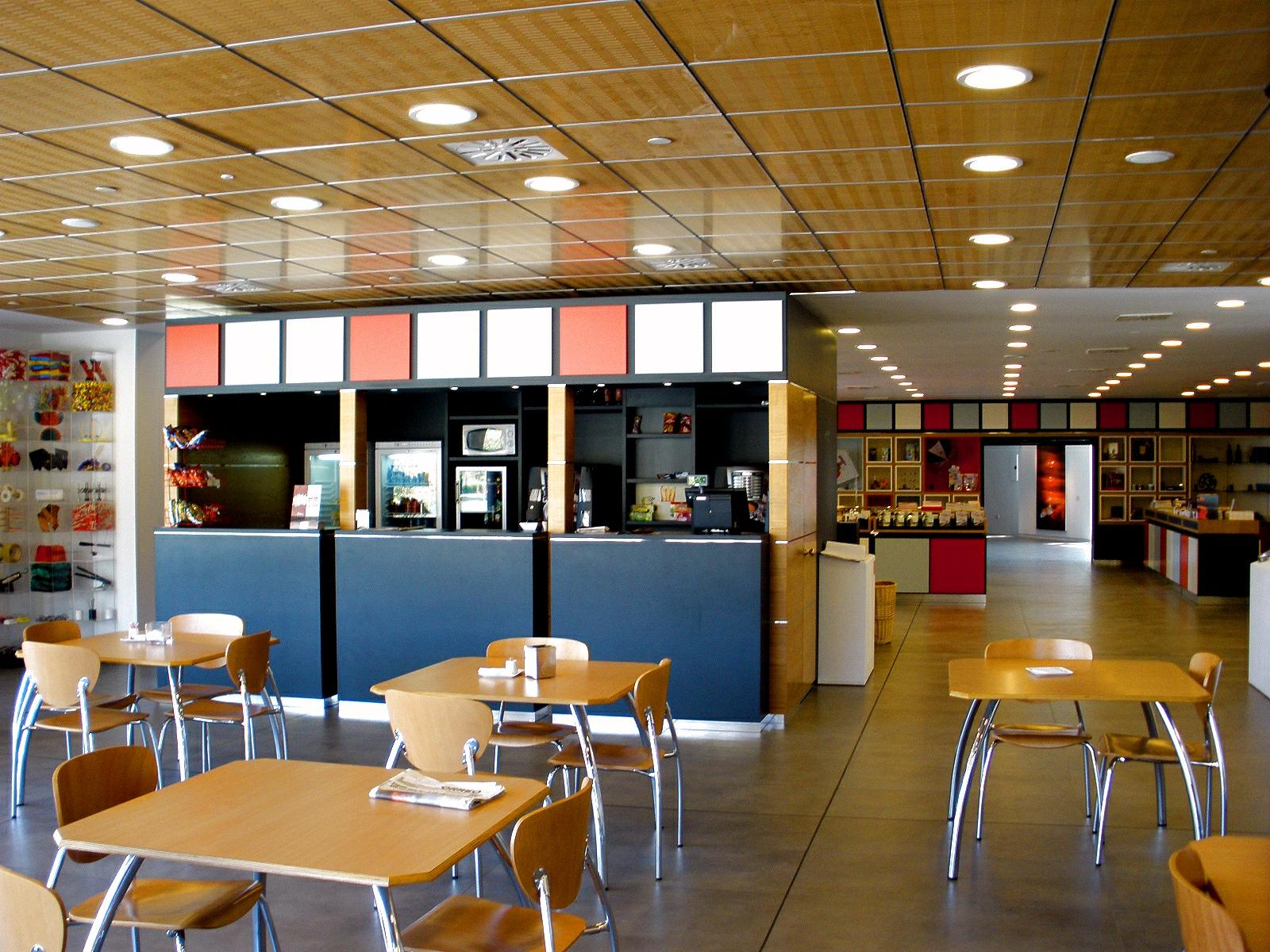
Một căng tin

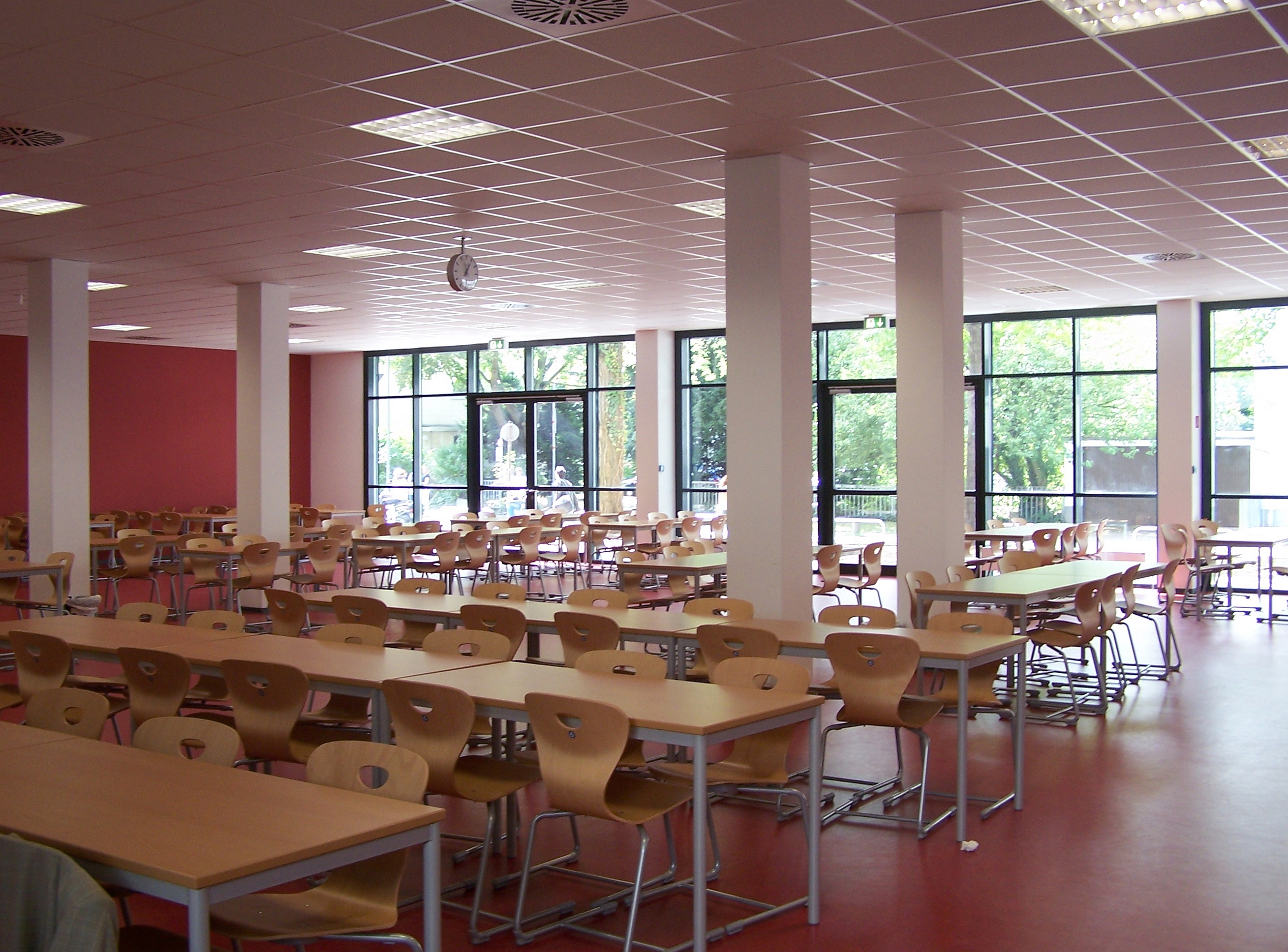
Căng tin ở một trường hợc

Căn-tin hay căng-tin (tiếng Anh: canteen, tiếng Pháp: cantine) là một loại địa điểm dịch vụ chuyên cung cấp đồ ăn, thức uống cho các thực khách trong quá trình chờ đợi và thường là một nơi phục vụ ăn uống cho các nhân viên trong các tòa nhà văn phòng hoặc trường học, bệnh viện, thư viện, công sở hoặc một cơ quan. Trong căng tin, khách hàng có thể tự phục vụ hoặc được phục vụ tùy theo mỗi loại căn tin. Giá cả ở căng tin thường thấp hơn so với các nhà hàng ở bên ngoài, đồ ăn, thức uống cũng đảm bảo an toàn vệ sinh thực phẩm so với các quán cơm bụi hay thức ăn đường phố.
Căng tin giống như là loại hình kết hợp giữa các quán ăn và quán cà phê, nơi mà khách hàng vừa ăn uống lại vừa có không gian thư giãn, trò chuyện. Khách hàng ở căng tin thường là khách quen hoặc chính là những người làm việc trong tòa nhà đó hoặc học sinh, sinh viên trong trường chứ không đơn thuần là khách đại trà. Đối với các bạn học sinh, sinh viên, căng tin có các mặt hàng phong phú, đa dạng, hấp dẫn ngon lành được bày bán đều nhằm mục đích cung cấp nguồn năng lượng sau những giờ học mệt mỏi, căng thẳng trên lớp và cũng là địa điểm trò chuyện, tụ tập, sinh hoạt.

## Ở Việt Nam
Căng tin cũng là một loại hình tương đối phổ biến ở Việt Nam, tuy vậy bên cạnh những tiện dụng thì cũng có những phản ánh nhất định về một số căng tin ở Việt Nam đặc biệt là các căng tin ở các cơ sở giáo dục như giá cả một số căn tin ở trường Đại học khá đắt đỏ, khách hàng thường xuyên của căn tin là những sinh viên nước ngoài hoặc gia đình khá giả. Số sinh viên còn lại thì ăn cơm bụi. Một số nơi giá cả đắt mà thức ăn nghèo nàn, mỗi suất ăn của các bạn sinh viên quá đơn giản và sơ sài, cơm căng tin bao giờ cũng đắt hơn cơm ngoài do phí dịch vụ chưa kể ở căng tin, mọi thứ đều gò bó và cứng nhắc, người đứng quầy lúc nào cũng nhăn nhó, bực bội vì phải phục vụ quá nhiều sinh viên.
Chưa kể đến nhiều căng tin trường học bán thực phẩm trôi nổi, bán hàng không rõ nguồn gốc, hàng ngoại mà chủ yếu là thực phẩm Trung Quốc không có nhãn phụ như bánh, kẹo, kẹo mút, bánh cuốn.... khi có ngành y tế đến kiểm tra thì lập tức phi tang và hầu như một số nhà trường không quan tâm đến hoạt động của những căng tin trong trường, chỉ biết cho đấu thầu rồi chủ muốn bán gì thì bán. Do phải chăm lo đến chuyên môn và cũng không có nhiều biên chế cho công việc này nên một số trường đã cho tư nhân đấu thầu kinh doanh căng tin.
Điều đó nói lên thực trạng là ngành giáo dục chưa có quy định về diện tích căng tin. Nhiều trường cũng buông lỏng quản lý, căng tin hoạt động theo cơ chế đấu thầu, đa số là người bên ngoài vào làm chủ căn-tin nên diện tích, việc đầu tư cơ sở vật chất do chủ căng tin quyết định. Nhiều căn tin bán hàng không nhãn mác, không rõ nguồn gốc, học sinh ăn uống vứt bừa bãi rất mất vệ sinh.
Căng tin cũng là một loại hình tương đối phổ biến ở trên tàu hỏa (xe lửa).